# Wladimir Wladimirowitsch Scheltinga

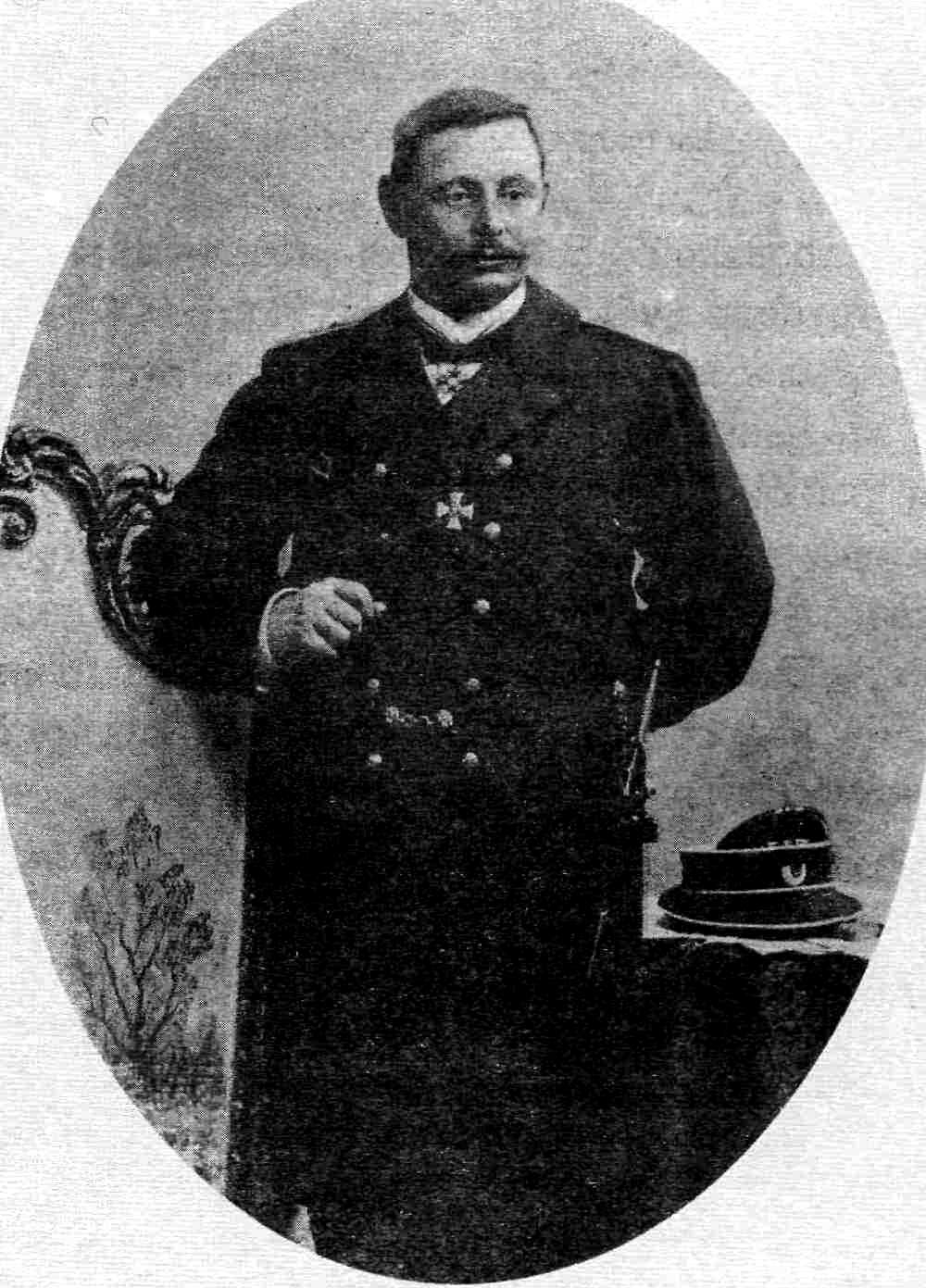
Wladimir Wladimirowitsch Scheltinga

Wladimir Wladimirowitsch Scheltinga (russisch Владимир Владимирович Шельтинг, wissenschaftliche Transliteration Vladimir Vladimirovič Šel'ting; * 29. Julijul. / 10. August 1864greg. in Odessa; † 9. September 1921 in Petrograd) war ein russischer Konteradmiral der Scheltinga-Dynastie.

## Leben
Scheltinga war das dritte Kind des Kapitäns Woldemar Wybrand Scheltinga der ROPiT und seiner Frau Wilhelmina geborene Hessen. Im Oktober 1878 trat Scheltinga auf Wunsch der Eltern in St. Petersburg in das Marine-Kadettenkorps ein. 1881 wurde er in die Kaiserlich Russische Marine aufgenommen. Das Marine-Kadettenkorps schloss er als 46.-Bester ab und wurde 1883 zum Gardemarin befördert. Im Oktober 1884 trat er als Mitschman in den aktiven Dienst. Die anschließende Offiziersausbildung schloss er 1886 ab. Es folgte die Ausbildung im Artillerie-Kommando der Baltischen Flotte mit Abschluss 1890. 1891 wurde er zum Leutnant befördert.

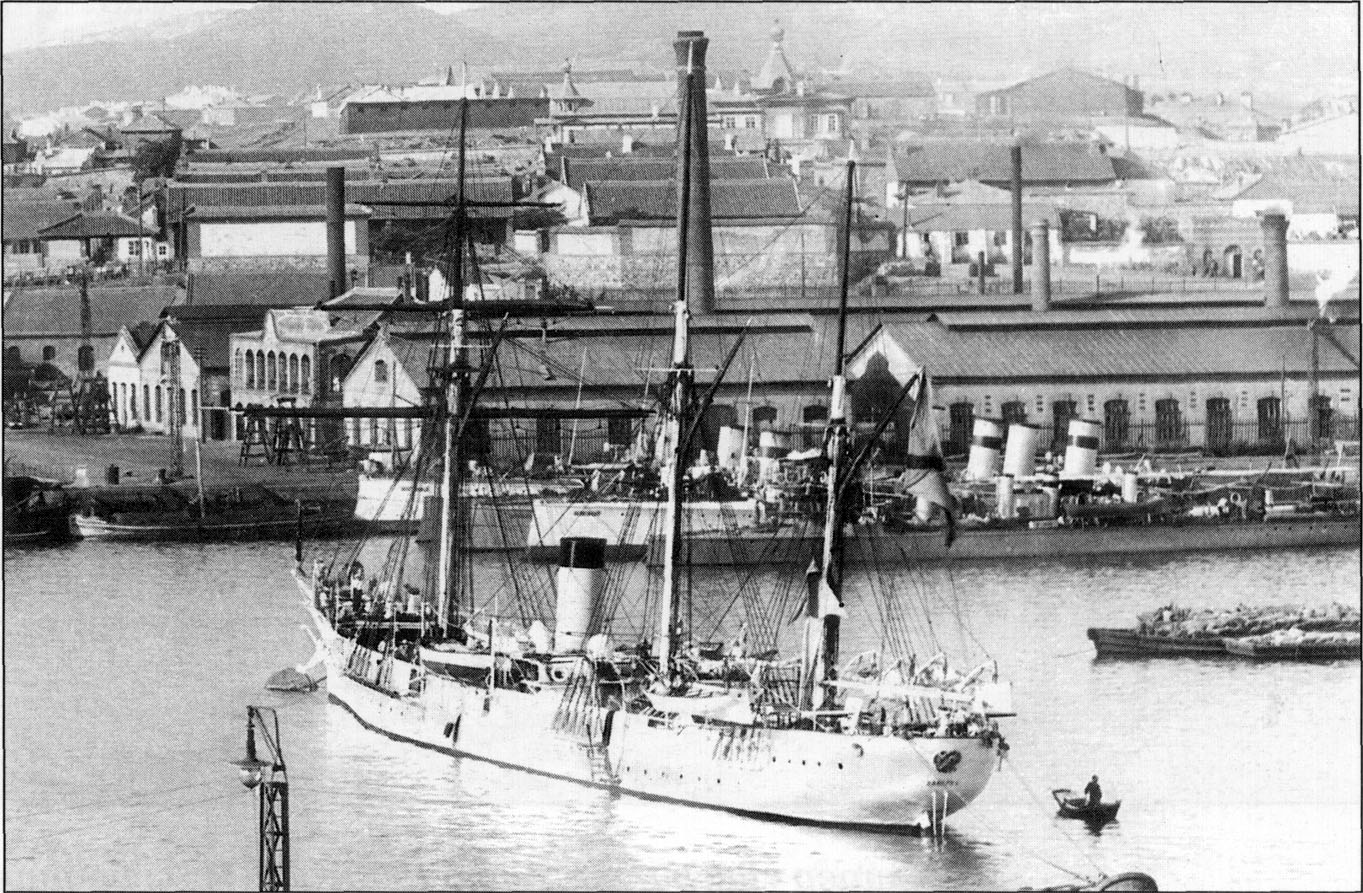
Sabijaka in Port Arthur 1903

1892 wurde Scheltinga zum Senior-Artillerieoffizier des Kanonenboots Bobr (Biber) der Sibirischen Flotte ernannt. 1896 absolvierte er einen weiteren Artillerieoffizierskurs und war nun Artillerieoffizier 1. Ranges. Während des Boxeraufstandes war Scheltinga am Sturm auf die Taku-Forts im Juni 1900 beteiligt. 1901 wurde er Kommandeur des Zerstörers Skat in Port Arthur, dann Senior-Offizier und darauf Kommandeur des Klipper-Kreuzers II. Ranges Sabijaka (Kampfhahn) und 1903 Kommandeur des Zerstörers Grosowoi. 1904 wurde er zum Kapitän 2. Ranges befördert.
Im Russisch-Japanischen Krieg wurde Scheltinga im Juli 1904 Kommandeur des Kanonenboots Bobr, mit dem er sich an der Verteidigung Port Arthurs beteiligte. Nach starker Beschädigung des Kanonenboots durch Artillerietreffer  verstärkten die ausgebauten Geschütze und die Mannschaft die Verteidigungskräfte an Land. Im Dezember 1904 sank das Kanonenboot nach einem Granattreffer.
Nach Kriegsende wurde Scheltinga ans Schwarze Meer versetzt. Er kommandierte den Torpedokreuzer Kapitan Saken und ab 1906 das Kanonenboot Tschernomorez. 1908 wurde er ins Baltikum versetzt, um die 6. Division der Geschwader-Kreuzer der Ostsee zu kommandieren. 1909 wurde er zum Kapitän 1. Ranges befördert.
Ab 1911 kommandierte Scheltinga den Geschützten Kreuzer Diana, mit dem er dann am Ersten Weltkrieg beteiligt war. Im Juli und August 1915 war er Chef der Moonsund-Stellung und der Garnisonen auf den Inseln Ösel, Dagö und Moon und dann Stabsoffizier in der provisorischen Operativabteilung des Chefs des Verkehrsdienstes der Ostsee. Ab März 1916 stand er unter dem Befehl des Hauptmarinestabs (GMSch) des Marineministeriums. Im Oktober 1916 wurde er Leiter der Baltischen Rechnungskanzlei.

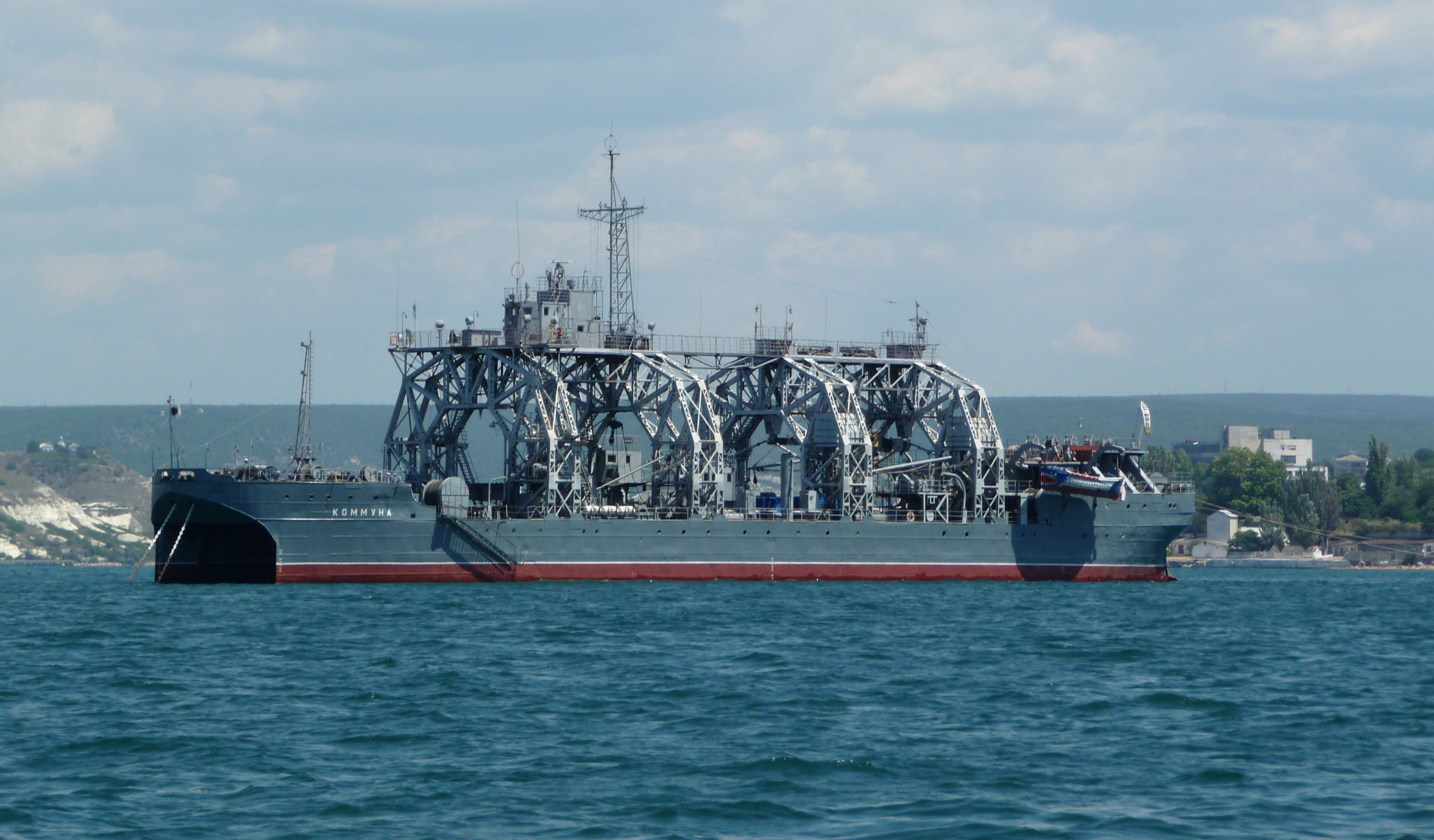
Kommuna in Sewastopol 2009

Nach der Oktoberrevolution trat Scheltinga 1918 in die Rote Armee ein und wurde Kommandant der Festung Schlüsselburg. Im März 1920 gab er aus Gesundheitsgründen das Amt auf. Im April 1921 kehrte er in den aktiven Dienst zurück und kommandierte das U-Boot-Hebeschiff Wolchow, das 1912 mit Lizenz der Kieler Howaldtswerke in den S. Petersburger Putilow-Werken als etwas vergrößerte Weiterentwicklung der Vulkan gebaut worden war, nach Umbenennung 1922 in Kommuna im Dienst blieb und 2020 nach Modernisierung in die Schwarzmeerflotte eingegliedert wurde.
Scheltinga starb am 9. September 1921 in Petrograd an einer Lungenentzündung und wurde auf dem Smolensker Friedhof begraben.
Scheltinga war verheiratet mit Olga Alexandrowna geborene Kleverberg und hatte zwei Söhne. Boris Wladimirowitsch (* 1888) wurde Leutnant der Flotte und emigrierte nach 1918. Juri Wladimirowitsch (1891–1962) wurde ein sowjetischer Konteradmiral.

## Ehrungen
- Orden des Heiligen Wladimir IV. Klasse mit Schwertern und Schleife (1900), III. Klasse (1914), dazu Schwerter (1915)[1]
- Ritterkreuz der Ehrenlegion (1901)
- Orden des Heiligen Schatzes (1902)
- Goldenes Schwert für Tapferkeit (1904)
- Russischer Orden des Heiligen Georg IV. Klasse (1905)
- Sankt-Stanislaus-Orden II. Klasse mit Schwertern (1905)
- Russischer Orden der Heiligen Anna II. Klasse mit Schwertern (1907)[2]